# Miele K 1
La Miele K 1 è la più piccola automobile prodotta dalla società tedesca Miele & Cie. KG di Gütersloh. Venne prodotta tra il 1912 e il 1914. Gli altri modelli furono la Miele K 2 e la Miele K 3. Altre varianti del nome del modello furono Miele K1, Miele K.1 e Miele K I.
Un esemplare è presente al Miele-Museum.

## Descrizione

### Telaio
Il telaio è autoportante. Gli assali con sospensioni a balestra. Il passo di 2700 mm e la carreggiata di 1300 mm.

### Motore
Il motore anteriore quattro tempi a 4 cilindri in linea. 64,5 mm di alesaggio x 120 mm per 1568 cm³ di cilindrata con accensione elettrica della Bosch. Il raffreddamento a liquido con termosifone. La potenza di 17 HP (12 kW) e poi di 20 HP (15 kW). Il modello venne designato anche 6/17 PS e più tardi 6/20 PS. 

### Trasmissione
Un accoppiamento con frizione a lamelle per la trasmissione della potenza dal motore all'albero cardanico all'assale posteriore.

### Velocità massima
La velocità dichiarata era di 60 - 70 km/h per la quattro posti Torpedo.

### Carrozzeria
Le varianti erano due o quattro posti Torpedo, quattro posti Landaulets, quattro posti Limousine e due posti da trasporto.

## Prezzo
Il prezzo dipendeva dalla carrozzeria:
- 4800 M versione base solo telaio
- 5100 M due posti Torpedo-Phaeton
- 5400 M quattro posti Torpedo-Doppel-Phaeton
- 6600 M quattro posti Landaulet con Torpedo con protezione per il vento, tettuccio e vetri protettivi.
- 6700 M quattro posti Limousine con Torpedo con protezione per il vento, tettuccio e vetri protettivi
- 5700 M due posti da trasporto con carico utile di 400 kg

## Altro
Miele dava garanzia di 6 mesi.

## Viaggi
Un veicolo dal giugno o luglio 1912 prese parte a un viaggio di tre giorni. Percorse oltre 1400 km da Minden a Francoforte sul Meno. Nella gara Prinz-Heinrich-Fahrt, ultima edizione del 1911, il veicolo arrivò al secondo posto e ebbe solo un inconveniente tecnico che le fece mancare la vittoria.